# Aspidobracon noyesi
Aspidobracon noyesi är en stekelart som beskrevs av Van Achterberg 1984. Aspidobracon noyesi ingår i släktet Aspidobracon och familjen bracksteklar. Inga underarter finns listade.